# Myriotrema glaucophaenum
Myriotrema glaucophaenum är en lavart som först beskrevs av August von Krempelhuber och som fick sitt nu gällande namn av Mason Ellsworth Hale. 
Myriotrema glaucophaenum ingår i släktet Myriotrema och familjen Graphidaceae. Inga underarter finns listade i Catalogue of Life.